# Hilbertscher Nullstellensatz
Der hilbertsche Nullstellensatz stellt in der Mathematik in der klassischen algebraischen Geometrie die zentrale Verbindung zwischen Idealen und affinen algebraischen Varietäten her. Er wurde von David Hilbert bewiesen.

## Formulierungen des Satzes
Es gibt verschiedene äquivalente Varianten, den Nullstellensatz zu formulieren:
- Man betrachte[2] den Polynomring {\displaystyle k[X_{1},\ldots ,X_{n}]} definiert über einem Körper {\displaystyle k} und sei {\displaystyle K} der algebraische Abschluss von {\displaystyle k}.  Weiter seien {\displaystyle f,f_{1},\ldots ,f_{m}} Polynome in {\displaystyle k[X_{1},\ldots ,X_{n}]} (wobei die {\displaystyle f_{i}} ein Ideal {\displaystyle I} aufspannen). Eine Nullstelle dieser Polynome ist ein Element aus {\displaystyle K^{n}}. Wenn jede gemeinsame Nullstelle der Polynome {\displaystyle f_{1},\ldots ,f_{m}} des Ideals {\displaystyle I} auch eine Nullstelle von {\displaystyle f} ist, dann gibt es eine natürliche Zahl {\displaystyle r}, so dass {\displaystyle f^{r}\in I}, das heißt, es gibt Polynome {\displaystyle g_{1},\ldots ,g_{m}\in k[X_{1},\ldots ,X_{n}]}, so dass:

{\displaystyle f^{r}=g_{1}\cdot f_{1}+\cdot \cdot \cdot +g_{m}\cdot f_{m}}
- Ist {\displaystyle K} ein algebraisch abgeschlossener Körper und {\displaystyle {\mathfrak {a}}\subsetneq K[X_{1},\ldots ,X_{n}]} ein echtes Ideal, so gibt es ein {\displaystyle x\in K^{n}}, so dass

{\displaystyle f(x_{1},\ldots ,x_{n})=0} für alle {\displaystyle f\in {\mathfrak {a}}}.
{\displaystyle x} ist also eine gemeinsame Nullstelle aller Elemente von {\displaystyle {\mathfrak {a}}}. In dieser Formulierung ist es eine weitreichende Verallgemeinerung des Fundamentalsatzes der Algebra.
- Ist {\displaystyle K} ein algebraisch abgeschlossener Körper und {\displaystyle {\mathfrak {a}}} ein Ideal in  {\displaystyle K[X_{1},\dots ,X_{n}]}, dann gilt:

{\displaystyle {\sqrt {\mathfrak {a}}}=I(V({\mathfrak {a}}))}
Hierbei bedeutet
- {\displaystyle {\sqrt {\mathfrak {a}}}} das Radikal von {\displaystyle {\mathfrak {a}}},
- {\displaystyle V({\mathfrak {a}})\subseteq K^{n}} die Menge aller gemeinsamen  Nullstellen von {\displaystyle {\mathfrak {a}}} (wie oben), und
- {\displaystyle I(X)} das Ideal aller Polynome, die auf {\displaystyle X\subseteq K^{n}} verschwinden.

Die Inklusion {\displaystyle {\sqrt {\mathfrak {a}}}\subset I(V({\mathfrak {a}}))} ist dabei trivial, denn jede Nullstelle von {\displaystyle f(T)^{r}} ist auch Nullstelle von {\displaystyle f(T)}.
- Es sei {\displaystyle K} ein Körper und {\displaystyle {\mathfrak {m}}} ein maximales Ideal in {\displaystyle A=K[X_{1},\ldots ,X_{n}]}. Dann ist der Grad der Körpererweiterung {\displaystyle [A/{\mathfrak {m}}:K]} endlich.
- Jedes Primideal aus dem Ring {\displaystyle k[X_{1},\cdot \cdot \cdot ,X_{n}]} (Polynomring über einem Körper {\displaystyle k}) ist der Schnitt der maximalen Ideale, die es enthalten. Das wurde später als definierende Eigenschaft des Jacobson-Rings genommen.[3]
- Es sei {\displaystyle K} ein algebraisch abgeschlossener Körper und {\displaystyle {\mathfrak {m}}} ein maximales Ideal in {\displaystyle K[X_{1},\ldots ,X_{n}]}. Dann ist {\displaystyle {\mathfrak {m}}=(X_{1}-a_{1},\ldots ,X_{n}-a_{n})} für einen Punkt {\displaystyle (a_{1},\ldots ,a_{n})\in K^{n}}. Umgekehrt ist jedes Ideal dieser Form maximal.
- Es sei {\displaystyle K} ein Körper und {\displaystyle L/K} eine Körpererweiterung, die als {\displaystyle K}-Algebra endlich erzeugt ist. Dann ist {\displaystyle [L:K]} endlich; insbesondere ist die Erweiterung algebraisch.

## Bedeutung
Aus dem hilbertschen Nullstellensatz folgt, dass die Abbildungen {\displaystyle V} und {\displaystyle I} für einen algebraisch abgeschlossenen Körper eine bijektive Beziehung zwischen affinen algebraischen Mengen in {\displaystyle K^{n}} und Radikalidealen in {\displaystyle K[X_{1},\ldots ,X_{n}]} definieren. Diese lässt sich einschränken auf bijektive Beziehungen zwischen irreduziblen algebraischen Mengen und Primidealen sowie zwischen Punkten in {\displaystyle K^{n}} und maximalen Idealen.
Affine Varietäten {\displaystyle V} werden durch die Ideale {\displaystyle I} definiert und die Nullstellen von {\displaystyle I} definieren zugehörige (irreduzible affine) algebraische Mengen {\displaystyle V}. Der Nullstellensatz besagt dann, dass jede nichtleere affine Varietät {\displaystyle V} einen algebraischen Punkt hat.
Eine effektive Version wurde von W. Dale Brownawell 1987 für Körper der Charakteristik Null und von János Kollár 1988 für beliebige Charakteristik bewiesen. Brownawell gab eine obere Schranke für die Grade der Polynome {\displaystyle g_{i}} (vergleiche die erste Version oben), wobei diese exponentiell von der Anzahl der Variablen {\displaystyle n} abhängt.